# Forever (canción de Drake)
«Forever» es un sencillo del rapero canadiense Drake. La canción cuenta con versos de los raperos estadounidenses Kanye West, Lil Wayne y Eminem. Fue lanzado como un sencillo de la banda sonora del documental de LeBron James, More Than a Game.
La canción aparece en el relanzamiento del álbum Relapse de Eminem, titulado Relapse: Refill. Eminem interpretó su verso en la canción en los American Music Awards of 2009. Aparecerá en el primer álbum de estudio de Drake, Thank Me Later.
En la clausura de los Premios Grammy de 2010 llevados a cabo el 31 de enero se presentaron  Eminem, Lil Wayne y Drake junto al baterista de rock Travis Barker, respaldados por varios músicos, los que interpretaron versiones rap metaleras de «Drop the World» y «Forever».

## Lista de canciones
Sencillo digital
| N.º | Título                                           | Escritor(es)                                          | Productor(es) | Duración |  |
| 1.  | «Forever» (con Kanye West, Lil Wayne and Eminem) | K. West, D. Carter, M. Mathers, M. Samuels, A. Graham | Boi-1da       | 5:58     |  |

## Posición en las listas
"Forever" (español: Para Siempre) debutó en la lista de Billboard Hot R&B/Hip-Hop Songs en la posición 58 el 3 de septiembre de 2009, logrando su tope en el #2. La canción se convirtió en la más descargada de la semana que finalizó el 15 de septiembre. En la semana del 24 de septiembre, debutó en el número ocho en el Billboard Hot 100, convirtiéndose en el máximo debut de Drake en listas musicales, así como su tercer sencillo en alcanzar un top-ten.
| Lista (2009)                         | Mejor posición |
| ------------------------------------ | -------------- |
| U.S. Billboard Hot 100               | 8              |
| U.S. Billboard Hot R&B/Hip-Hop Songs | 2              |
| U.S. Billboard Rap Songs             | 1              |
| Canadian Hot 100                     | 41             |
| UK Singles Chart                     | 43             |
| UK R&B Chart                         | 16             |

## Versiones
Varias versiones han sido creadas de esta canción. El título fue cambiado, y aparecerá en el álbum Thank Me Later del rapero Drake. La versión original fue grabada por Kardinal Offishall y Rock City y fue llamada "Bring It Back". El 2008 el título cambió a "I Want This Forever", con la colaboración de Lil Wayne y Nut Da Kidd. La versión oficial y título final es "Forever", con Kanye West, Lil Wayne y Eminem.
| Canción                            | Interpretada por                          | Duración | Año  | Versión                |
| ---------------------------------- | ----------------------------------------- | -------- | ---- | ---------------------- |
| "Bring It Back"                    | Kardinal Offishall con Rock City          | 3:52     | 2008 | Original               |
| "I Want This Forever"              | Drake con Lil Wayne y Nut Da Kidd         | 4:33     | 2008 | Primera (audio)        |
| "Forever"                          | Drake, Kanye West, Lil Wayne y Eminem     | 5:58     | 2009 | Álbum (audio/official) |
| "Forever"                          | Drake, Kanye West, Lil Wayne y Eminem     | 5:22     | 2009 | Radio (audio)          |
| "4ever"                            | Ca$his                                    | 3:18     | 2009 | Remix                  |
| "Forever"                          | Juelz Santana con Lil Wayne y Todd Cobain | 3:16     | 2009 | Remix                  |
| "Harlem Forever"                   | Juelz Santana con Jim Jones y Todd Cobain | 3:24     | 2009 | Remix                  |
| "Forever (Remix de Travis Barker)" | Drake, Kanye West, Lil Wayne and Eminem   | 5:58     | 2009 | Remix                  |
| "Forever (Remix de Steve Aoki)"    | Drake, Kanye West, Lil Wayne and Eminem   | TBA      | 2009 | Remix                  |